# Communauté rurale de Wouro Sidy
Wouro Sidy est une localité située au Nord du Sénégal, dans la région de Matam, plus précisément dans le département de Kanel. Wouro Sidy se trouve à environ 7 km de Kanel et occupe une position stratégique en tant que carrefour. Ce village tire son nom de Sidy Ball, son premier chef de village. “Wouro Sidy” signifie en français “Village de Sidy”. Après Sidy Ball, le chef du village est passé à Yéro Ball, jusqu’à son décès en 2019. Il a ensuite été remplacé par son fils aîné, Bassirou Yéro Ball, qui perpétue l’engagement de sa famille dans la gouvernance locale.
Sur le plan éducatif, le village a fait des avancées notables avec l’ouverture d’un collège en 2011. Depuis, cet établissement a pu développer plusieurs classes, offrant ainsi davantage de possibilités d’instruction aux jeunes de la communauté.
L’économie de Wouro Sidy repose principalement sur l’agriculture, l’élevage et le commerce. Ces activités permettent aux habitants de subvenir à leurs besoins et de contribuer à la croissance économique locale.
Les jeunes du village jouent un rôle crucial dans le développement de la communauté. Ils s’investissent dans diverses initiatives, telles que des activités sportives, des journées culturelles, et des actions pour améliorer la propreté du village. Cette jeunesse dynamique et engagée témoigne d’un fort attachement au progrès et au bien-être de leur village.
Rédigé par Thiéya Dia Abdourahmane